# Гегамасар
Гегамасар (вірм. Գեղամասար) — село в марзі Гегаркунік, на сході Вірменії. Село розташоване на трасі Варденіс — Севан, за 16 км на північ від міста Варденіс та за 60 км на південний схід від міста Чамбарак. Сільська церква датується XVI століттям.